# Jan z Caramola
Jan z Caramola, znany też jako Jan z Chiaromonte (ur. 1280, zm. 26 sierpnia 1339) – francuski pustelnik i zakonnik cysterski działający na terenie Włoch. Błogosławiony Kościoła katolickiego
Urodził się w Tuluzie we Francji. W 1300 roku przybył na teren Italii, gdzie się osiedlił. Chcąc nawiązać ściślejszą relację z Bogiem postanowił zostać pustelnikiem. Zamieszkał w odległej dziczy najpierw w pustelni San Saba nad rzeką Sinni, potem w pustelni Scala Magnano w pobliżu strumienia Frida, a następnie w pustelni na górze Caramola. Z pustelni Jan udawał się w każdą niedzielę na mszę świętą do miejscowego opactwa. Intensywnie umartwiał się i pościł. W okresie Wielkiego Postu jadał tylko jeden posiłek dziennie. Przypisywano mu dar prorokowania.
Podczas jednej z mroźnych zim ciężko zachorował. Szukając pomocy, udał się do klasztoru cystersów Santa Maria of Sagittario w Chiaromonte. Tam kontynuował swoje surowe praktyki pokutne jako świecki brat. Według relacji mnichów: jego dieta składała się z niewielkich ilości chleba i wody; jego łóżko było tak małe, że nie mógł leżeć w normalnej pozycji. Mnisi zeznali, że nigdy nie widzieli go śpiącego. Zachowywał też ścisłe milczenie.
Zmarł w 1339 roku w Chiaromonte. Jego ciało pochowano w kościele opackim. Podobno w trakcie jego pogrzebu miały miejsce spektakularne cuda. Wiele osób zostało uleczonych z chorób. W 1500 roku został ekshumowany i okazało się, że ciało nie ulegało rozkładowi. W 1808 roku ciało zostało przeniesione do kościoła św. Jana Chrzciciela w Chiaromonte. W 2002 roku po uznaniu kanonicznym ciało błogosławionego nadal nie uległo rozkładowi.

## Legendy
Już za życia błogosławionemu przypisywano dar prorokowanie i dar czynienia cudów. Wokół jego życia narosło wiele legend. Jedna z nich opowiada o zdarzeniu, które miało miejsce w okolicach San Saba na lewym brzegu rzeki Sinni. Grupa myśliwych złapała małe żywe sarny prosząc pustelnika by je przypilnował. On jednak, słysząc jak nawołuje je matka, wypuścił zwierzęta na wolność. Wściekli myśliwi zrzucili pustelnika ze skały. On jednak nie odniósł żadnych obrażeń, a w miejscu gdzie upadł wyrosły dwa migdałowce, które nie rosną zwykle w tej okolicy. Myśliwi, widząc, że człowiek, którego zrzucili z urwiska, nie odniósł żadnych obrażeń, uznali, że naprawdę jest świętym i pożałowali swojego postępku.